# Neohelota grouvellei
Neohelota grouvellei is een keversoort uit de familie Helotidae. De wetenschappelijke naam van de soort is voor het eerst geldig gepubliceerd in 1911 door Ritsema.